# Спиридонов, Александр Юрьевич
Александр Юрьевич Спиридонов (род. 3 января 1989, Северодвинск, Архангельская область, РСФСР, СССР) — российский политический деятель, член партии «Единая Россия», депутат Государственной думы VIII созыва с 2021 года.

## Биография
Александр Спиридонов родился 3 января 1989 года в городе Северодвинск Архангельской области в семье работника «Севмаша». В 2012 году окончил Санкт-Петербургский государственный морской технический университет по специальности «судовые энергетические установки». В 2012—2016 годах учился в аспирантуре Северного (Арктического) федерального университета им. М. В. Ломоносова по специальности «судовые энергетические установки и оборудование». В 2018 году прошёл профессиональную переподготовку в Российской академии народного хозяйства и государственной службы по программе «Управление проектами», в 2019—2020 годах учился в Московской школе управления «Сколково» по программе «Мастер публичной стратегии».
С 2006 года Спиридонов работал в АО «ПО «Севмаш» в Северодвинске: учеником судового слесаря-монтажника и судовым слесарем-монтажником (2006—2010), техником-конструктором и инженером-конструктором (2010—2014). В 2014—2015 годах руководил группой «Управление электронными структурами заказов», в 2015—2017 годах был начальником сектора «Компоновка общего расположения помещений заказов», в 2017—2021 годах — начальником отдела «Экономика и управление проектами». В 2021 году стал главным техническим руководителем по специальным проектам и вооружению. Занимался общественной деятельностью в отделении Союза машиностроителей России в Северодвинске. В 2010—2014 годах был куратором проектов по молодёжной политике, в 2014—2016 годах руководил направлением «Техническое развитие и цифровые технологии». В 2016 году возглавил северодвинское отделение Союза машиностроителей России. В 2019 году вошёл в число победителей конкурса управленцев «Лидеры России» и получил грант на миллион рублей.
На выборах 19 сентября 2021 года Спиридонов был избран депутатом Государственной думы от партии «Единая Россия» по Архангельскому одномандатному избирательному округу № 72 (Архангельская область) с результатом 28,93 % голосов (второе место занял Олег Мандрыкин от партии «Яблоко», набравший 17,56 % голосов). 12 октября 2021 года стал заместителем председателя комитета Госдумы по промышленности и торговле.
Из-за поддержки российско-украинской войны Спиридонов находится под санкциями 27 стран ЕС, Великобритании, США, Канады, Швейцарии, Австралии, Японии, Украины, Новой Зеландии.